# China Zun
CITIC Tower é um arranha-céu super alto localizado no Distrito Central Empresarial de Pequim, China. É popularmente conhecido como China Zun (chinês: 中国尊, pinyin: Zhōngguó Zūn). O edifício de 108 andares e 518 m é o mais alto da cidade, ultrapassando o China World Trade Center Tower 3 em 190 metros desde 18 de agosto de 2016. A torre foi concluída em 18 de agosto de 2017 e inaugurada em 2018.